# Musée d'Åland

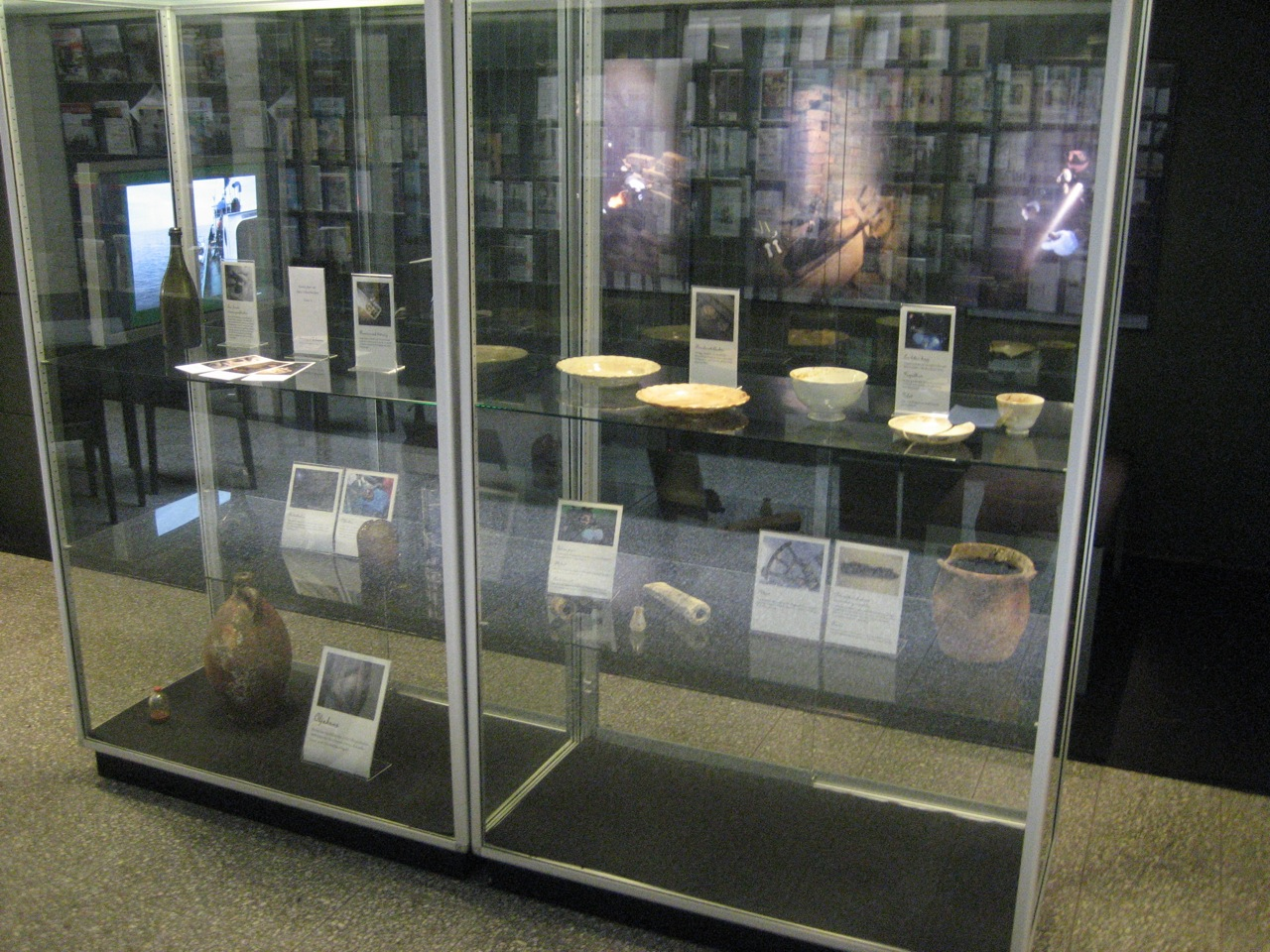
Une vitrine du musée d'Åland

Le musée d'Åland est un musée situé à Mariehamn, capitale du territoire finlandais autonome d’Åland en mer Baltique. Il est situé à l'est de la ville, à environ 200 mètres du port. Créé en 1934, c'est l'un des musées les plus importants de l'archipel avec le musée maritime d'Åland.

## Expositions
Le musée conçu par Helmer Stenros est terminé en 1981.
Le musée d'Åland comprend deux bâtiments principaux. 
Le premier est réservé à l'art de l'archipel (sculpture, peinture...) et présente plusieurs expositions temporaires chaque année. 
Les artistes locaux sont encouragés à exposer leur travail au musée. Le deuxième bâtiment est quant à lui consacré à l'histoire de l'archipel et ses six mille îles depuis la Préhistoire jusqu'à nos jours.